# Luca Schwormstede
Luca Alexander Schwormstede (* 11. April 2002 in Itzehoe) ist ein deutscher Handballspieler. Er spielt im linken Rückraum.

## Karriere
Schwormstede spielte zunächst bei der SG Kollmar/Neuendorf und ab 2014 beim MTV Herzhorn. 2016 wechselte er zur Jugend des THW Kiel.
Am 12. Juni 2022 debütierte Schwormstede am letzten Spieltag der Saison 2021/22 in der Bundesligamannschaft des THW Kiel. Er wurde von Trainer Filip Jícha für das Spiel gegen Frisch Auf Göppingen nominiert und erzielte beim 42:35-Heimsieg der Kieler zwei Tore. Im Oktober 2022 unterschrieb er einen bis zum Ende der Saison 2022/23 laufenden Profi-Vertrag beim THW. Mit dem THW gewann er 2023 die deutsche Meisterschaft, dabei kam er auf vier Tore in 14 Einsätzen. Weiterhin gewann er 2023 den DHB-Supercup. Im Sommer 2024 wechselte er zum Zweitligisten HSG Konstanz.